# Eulachnus nigrofasciatus
Eulachnus nigrofasciatus är en insektsart som beskrevs av Del Guercio 1909. Eulachnus nigrofasciatus ingår i släktet Eulachnus och familjen långrörsbladlöss. Inga underarter finns listade i Catalogue of Life.